# أوليفر لافاييت
أوليفر لافاييت مواليد 6 مايو 1984 في باتون روج، هو لاعب كرة سلة محترف أمريكي بدأ مسيرته الاحترافية في سنة 2007 يلعب مع فريق أولمبيا ميلانو كلاعب هجوم خلفي ويحمل الرقم 3. يبلغ طوله 6 قدم 2 بوصة (1.9 م).

## فرق لعب لها
- بوسطن سيلتكس
- زالغيريس لكرة السلة

## إحصائيات المسيرة

### الرابطة الوطنية لكرة السلة

#### الموسم الاعتيادي
| السنة   | الفريق       | لعب | بدأ | دقيقة | ميداني% | ثلاثية | حرة  | ارتداد | صنع | استلاب | تصدي | نقطة |
| ------- | ------------ | --- | --- | ----- | ------- | ------ | ---- | ------ | --- | ------ | ---- | ---- |
| 2009–10 | بوسطن سيلتكس | 1   | 0   | 22.0  | .500    | .500   | .000 | 4.0    | 2.0 | .0     | .0   | 7.0  |
| المسيرة |              | 1   | 0   | 22.0  | .500    | .500   | .000 | 4.0    | 2.0 | .0     | .0   | 7.0  |

## روابط خارجية
- أوليفر لافاييت على موقع الاتحاد الدولي لكرة السلة (الإنجليزية)
- أوليفر لافاييت على موقع الدوري الأوروبي لكرة السلة (الإنجليزية)
- أوليفر لافاييت على موقع إن بي أي (الإنجليزية)
- أوليفر لافاييت على موقع سبورتس رفرنس (الإنجليزية)
- أوليفر لافاييت على موقع الدوري الإسباني لكرة السلة (الإسبانية)
- أوليفر لافاييت على موقع كرة السلة الأوروبية.كوم (الإنجليزية)
- أوليفر لافاييت على موقع كلية كرة السلة في سبورتس رفرنس.كوم (الإنجليزية)
- أوليفر لافاييت على موقع ريلجم (الإنجليزية)
- أوليفر لافاييت على موقع بروبوليرز (الإنجليزية)
- أوليفر لافاييت على موقع سبورتس رفرنس (الإنجليزية)